# Víctor Alberto Ramos
Víctor Alberto Ramos (22 de abril de 1945) é um geólogo argentino que contribuiu para a paleogeografia e placas tectônicas da América do Sul. Ele é membro da Academia de Ciências do Chile desde 2001  e da Academia Brasileira de Ciências desde 2011. Ele ganhou em 2013 o Prêmio México de Ciência e Tecnologia.  Ramos trabalha como pesquisador do CONICET e da Universidade de Buenos Aires.

## Carreira
Ramos foi o primeiro a reconhecer a existência de Chilenia e do antigo mar que o separava do resto da América do Sul (então parte do Gondwana). Na época da descoberta, nos anos 80, era considerado especulativo.  Em uma conferência de 1988 no Chile, a descoberta de Chilenia não foi bem recebida e um pagador na conferência ridicularizou-o.  Como a existência de Chilenia foi reconhecida, a descoberta tornou-o membro posterior da Academia de Ciências do Chile. 
Juntamente com outros pesquisadores, Ramos propôs mudar a idade do limite Jurássico - Cretáceo de 145 Ma para 140 Ma, tornando o Jurássico mais longo. Esta proposta deriva de um estudo de 2014 baseado na bioestratigrafia e datação radiométrica da cinza na Formação Vaca Muerta na Bacia de Neuquén, Argentina.  Nas palavras de Ramos, o estudo serviria como um "primeiro passo" para a mudança formal da idade na União Internacional de Ciências Geológicas . 
Ramos propôs que a massa de terra da patagônica tenha se originado como um terrano alóctone que teria se separada do Antártica e ancorado na América do Sul 250-270 Ma na época Permiana.  Um estudo de 2014, realizado por Robert John Pankhurst e colaboradores, rejeitou a ideia de uma longa viagem da Patagônia, alegando que é provável que seja de origem parautochônica (origem próxima). 
Víctor Ramos já foi professor visitante em instituições como: 
- Universidade Federal de Ouro Preto, Brasil
- Universidade de Cornell, Estados Unidos
- Universidade do Chile, Chile
- Universidade Nacional de Salta, Argentina
- Universidade Nacional de San Juan, Argentina
- Universidade Nacional de San Luis, Argentina
- Universidade Federal do Rio Grande do Sul, Brasil
- Universidade de São Paulo, Brasil
- Universidade Nacional do Sul, Argentina
- Universidade Nacional de Córdoba, Argentina
- Universidade Nacional de Assunção, Paraguai
- Universidade da República, Uruguai